# Richwood (Luizjana)
Richwood – miasto w Stanach Zjednoczonych, w stanie Luizjana, w parafii Ouachita.